# Condado de Huron (Ohio)
El condado de Huron es uno de los 88 condados del estado estadounidense de Ohio. La sede del condado y su mayor ciudad es Norwalk. El condado posee un área de 1.281 km² (los cuales 5 km² están cubiertos por agua), la población de 59.487 habitantes, y la densidad de población es de 47 hab/km² (según censo nacional de 2000). Este condado fue fundado en 1809.